# Pangerreman
Pangerreman is een bestuurslaag in het regentschap Pamekasan van de provincie Oost-Java, Indonesië. Pangerreman telt 4840 inwoners (volkstelling 2010).